# Daria Varlamova
Daria Varlamova (sinh ngày 6 tháng 6 năm 1995) là một người mẫu, diễn viên và người giữ danh hiệu cuộc thi sắc đẹp người Úc gốc Nga. Cô đăng quang Hoa hậu Hoàn vũ Úc 2021.

## Tiểu sử
Varlamova sinh ra và lớn lên ở Bryansk và chuyển đến Perth, Tây Úc. Năm 2003, cô chuyển từ Nga sang Úc. Cô theo học Đại học Murdoch ở Perth, nơi cô lấy bằng cử nhân thương mại. Cô chuyên về quản lý nhân sự và kinh doanh quốc tế. Varlamova theo học Đại học Edith Cowan ở Perth, nơi cô lấy chứng chỉ tốt nghiệp về tư vấn.
Varlamova đang làm việc tại một trường đại học với tư cách là cố vấn sinh viên và học lấy bằng thạc sĩ về tư vấn để trở thành một nhà trị liệu tâm lý và làm việc trong lĩnh vực chăm sóc sức khỏe tâm thần.

## Các cuộc thi sắc đẹp

### Hoa hậu Hoàn vũ Úc 2021
Varlamova bắt đầu sự nghiệp thi hoa hậu từ năm 2014, cô từng thử sức ở cuộc thi Hoa hậu Hoàn vũ Úc 2014 nhưng không lọt vào vòng chung kết cấp bang. Vào ngày 28 tháng 10 năm 2020, cô cạnh tranh với 25 ứng cử viên khác tại Hoa hậu Hoàn vũ Úc 2020 tại Sofitel Melbourne trên Collins ở Melbourne. Cô về thứ năm và thua người chiến thắng chung cuộc Maria Thattil.
Vào ngày 19 tháng 10 năm 2021, Varlamova đã cạnh tranh với 28 ứng cử viên khác tại Hoa hậu Hoàn vũ Úc 2021, nơi cô giành được danh hiệu. Vào cuối sự kiện, cô đã được Maria Thattil trao lại vương miện.

### Hoa hậu Hoàn vũ 2021
Với tư cách là Hoa hậu Hoàn vũ Úc, Varlamova sẽ đại diện Úc tại Hoa hậu Hoàn vũ 2021 ở Eilat, Israel.